# Benedictus VII
Benedictus VII, född i Rom, död 10 juli 983, var påve från oktober 974 till sin död den 10 juli 983.

## Biografi
Benedictus föddes i Rom som son till en Deodato comes tusculanus, greve av Tusculum. Innan han blev påve, var han biskop av Sutri och kardinaldiakon. Under inflytande av Sicco, kejsar Otto II:s envoyé, valde prästerskapet och romarna Benedictus till efterträdare till den mördade Benedictus VI, i oktober 974. 
Den nye påven Benedictus anspråk på Heliga stolen bestreds av motpåven Bonifatius. Fastän motpåven tvingade fly, hade han en stor skara våldsamma anhängare som föranledde Benedictus att söka sig till kejsar Otto II för hjälp. 
Han satt tryggt på påvestolen eftersom han hade tillsatts av kejsaren och visade sig vara både en stark man mot simonin som ökade i kyrkan och en förkämpe för monasticismen som ökade i samhället. Simonin förbjöds vid en synod i Peterskyrkan år 981. Till folket i Karthago, "för att hjälpa den olycksaliga provinsen Afrika", konsekrerade han prästen Jakob som sändes till honom för detta ändamål.
Benedictus avled i juli 983. Han begravdes i basilikan Santa Croce in Gerusalemme.